# The Very Thought of You (Nat King Cole)
The Very Thought of You è un album in studio del musicista statunitense Nat King Cole, pubblicato nel 1958.

## Tracce
LP Side A
1. The Very Thought of You – 3:52 (Ray Noble)
2. But Beautiful – 3:30 (Johnny Burke, Jimmy Van Heusen)
3. Possible – 3:12 (Steve Allen)
4. I Wish I Knew (Notorious) – 3:16 (C.A. Rossi, Al Stillman)
5. I Found a Million Dollar Baby (in a Five and Ten Cent Store) – 2:53 (Mort Dixon, Billy Rose, Harry Warren)
6. Magnificent Obsession – 3:56 (Fred Karger. Frankie Laine)
7. My Heart Tells Me (Should I Believe My Heart?) – 4:16 (Mack Gordon, Warren)

LP Side B
1. Paradise – 3:17 (Nacio Herb Brown, Gordon Clifford)
2. This Is All I Ask – 4:34 (Gordon Jenkins)
3. Cherie, I Love You – 3:34 (Lillian Rosedale Goodman)
4. Making Believe You're Here – 3:42 (Sammy Cahn, Van Heusen)
5. Cherchez La Femme – 2:44 (Bob Marcus, Lorenzo Pack)
6. For All We Know – 3:19 (J. Fred Coots, Sam M. Lewis)
7. The More I See You – 3:32 (Gordon, Warren)